# (224) Океана
(224) Океана (лат. Oceana) — типичный астероид главного пояса, принадлежащий к железным астероидам класса М. Он был обнаружен 30 марта 1882 года австрийским астрономом Иоганном Пализой в обсерватории города Вена и назван в честь Тихого океана. 

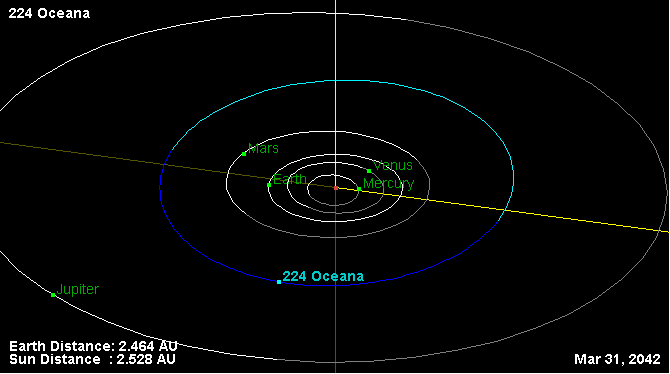
Орбита астероида Океана и его положение в Солнечной системе

Астероид (224) Океана был одним из пяти астероидов, включённых в исследование 1993 года, которое было проведено с привлечением астрономов–любителей, которым было разрешено использование телескопа Хаббл.